# 坂田昌一
坂田 昌一（さかた しょういち、1911年（明治44年）1月18日 - 1970年（昭和45年）10月16日）は、日本の物理学者。元名古屋大学教授。湯川秀樹、朝永振一郎とともに日本の素粒子物理学をリードした。

## 人物・来歴
東京市麹町区（東京都千代田区）で生まれる。旧制甲南高等学校を経て、1933年に京都帝国大学理学部物理学科を卒業する。理化学研究所、大阪帝国大学講師、京都帝国大学講師を経て1942年、名古屋帝国大学教授となる。湯川の中間子論の第2から第4論文の共著者である。
1942年、井上健と共に核力の起源となる中間子と当時宇宙線中に発見された中間子との違いを説明するために、二中間子論を提唱した。これは1948年にπ中間子が発見されたことにより証明された。
1948年、井上健、高木修二および原治と共に、電子の作る電場を量子化する際に電子の質量が無限大に発散するという量子電磁力学の問題を解決するため、凝集力場 (cohesive field) という新しい場によって質量の無限大を打ち消すという混合場理論（C中間子理論）を発表した。しかし、その後の検証により、質量の発散は打ち消すが真空偏極の発散は打ち消さないで残ることがわかった。これは、後に朝永振一郎が繰り込み理論を完成させたことによって解決をみた。
1955年、中性子・陽子・ラムダ粒子が最も基本的な粒子とし他のハドロンはこの3つの素粒子とそれらの反粒子で組み立てられるというハドロンの複合模型（坂田模型）を発表した。これは、基本粒子をさらに一つ増やした名古屋模型（1960年）および新名古屋模型（1962年）へと改良が加えられ、一定の成功を収めた。その後、この発展形であるマレー・ゲルマンらのクォークモデルの登場により、これらの模型は否定されることになった。ちなみに坂田はクォークモデルを全面的に支持し、むしろ提唱者のゲルマン自身がクォークモデルを仮定の理論としたことに対して否定的であった。
1962年には、牧二郎・中川昌美と共にニュートリノ振動を予測するポンテコルボ・牧・中川・坂田行列（PMNS行列）を発表した。

### ノーベル賞ならず
※出典はRobert Marc Friedmanの The Politics of Excellence: Behind the Nobel Prize in Science.。
「坂田模型」は、マレー・ゲルマンとジョージ・ツワイクのクォークモデルに影響を与えたが、1969年のノーベル物理学賞はマレー・ゲルマンにのみ授与された。その後、ノーベル物理学委員会のメンバーであるイヴァー・ウォーラー (Ivar Waller) は、坂田が受賞できなかったことに遺憾の意を表明した。
1970年9月、湯川秀樹はウォーラーに、坂田がノーベル賞に推薦された時点で病に伏していたことを手紙で懇切丁寧に伝えた。その後、坂田の容体は著しく悪化し、3週間後に死亡した。湯川は、坂田に授賞がなされていれば多くの栄誉と励ましがもたらされていただろうとウォーラーに伝えた。湯川はその後、ノーベル委員会に慰めを与えるため、日本の主な素粒子物理学者の名において、委員会が坂田の優れた点をどのように考えていたかを知りたいと尋ねている。
選考から50年以上後にノーベル賞委員会が公表した1969年の候補者リストに坂田の名はなく、没年となった翌1970年に湯川秀樹の推薦で西島和彦・中野董夫とともに候補となったのが唯一のノミネートだった。墓所は柳井市円覚寺。

## 主張
クォークは階層の一つに過ぎず、さらにその下部構造が無限に存在するという物質の「無限階層論」を提唱していた。

## 国際関係
1964年には毛沢東と対面したとき、その無限に続く構造としての素粒子に「層子という名前がよい」と毛が提案したと言われる。毛は自国の物理学者に、昌一の理論に基づいて層子論を研究するように指示したと言われる。

## 家族・親族
- 父 坂田幹太（内務官僚・実業家・貴族院議員）
- 妻 信子（旧姓・柿内）　実母・田鶴子は、小金井良精の娘なので、信子は星新一の従姉にあたる。
- 弟 坂田民雄（原子核物理学）東京理科大・元教授
- 長男 坂田文彦（原子核物理学）茨城大学前理学部長・名誉教授。
- 次女 坂田千鶴子 東邦学園短期大学・元教授。

## 受賞・栄典等
- 1948年 - 朝日賞（二中間子の仮説）[8]
- 1948年 - 中日文化賞（二中間子理論以降凝集力中間子論に至る素粒子の研究）[9]
- 1950年 - 恩賜賞
- 1970年 - 従三位勲二等瑞宝章

## 著書
- 『物理学と方法 素粒子論の背景』白東書館　1947
- 『新しい時代の科学』郵政弘済会・教養の書　1954。郵政省人事部能率課編
- 『原子物理学入学　NHK教養大学』宝文館　1956
- 『科学と平和の創造 一原子科学者の記録』岩波書店　1963
- 『科学に新しい風を』新日本出版社・新日本新書　1966
- 『物理学と方法　論集1』岩波書店　1972
- 『科学者と社会　論集2』岩波書店　1972
- 『原子物理学入門 科学と現代』勁草書房　1972
- 『新しい自然観』大月書店・国民文庫　1974
- 『原子力をめぐる科学者の社会的責任』岩波書店　2011。樫本喜一編
- 『坂田昌一コペンハーゲン日記 ボーアとアンデルセンの国で』ナノオプトニクス・エナジー出版局 2011

## 共編著
- 『真理の場に立ちて』湯川秀樹、武谷三男共著　毎日新聞社　1951
- 『近代物理学概論』有山兼孝共編　朝倉書店　1954
- 『素粒子の本質』武谷三男,中村誠太郎共編　岩波書店　1963　現代科学選書
- 『平和時代を創造するために 科学者は訴える』湯川秀樹,朝永振一郎共編著　1963　岩波新書
- 『素粒子の探求 真理の場に立ちて』湯川秀樹,武谷三男共著　勁草書房　1965　科学論・技術論双書
- 『核時代を超える 平和の創造をめざして』湯川秀樹,朝永振一郎共編著　1968　岩波新書
- 『平和の訴え』末川博,山田無文共編　雄渾社　1968
- 『現代学問論』湯川秀樹,武谷三男共著 毎日新聞社編　勁草書房　1970

## 翻訳
- バーナル『科学の社会的機能』第1-2部　共訳　創元社　1951　のち勁草書房

## 伝記
- 西谷正『坂田昌一の生涯 科学と平和の創造』鳥影社　2011